# Runyang-Brücke
Die Runyang-Brücke (Kurzzeichen: 润扬长江大桥; Langzeichen: 潤揚長江大橋; Pinyin: Rùnyáng Chángjiāng Dàqiáo) ist ein großer Brückenkomplex, der den Jangtsekiang in der chinesischen Provinz Jiangsu überquert.
Der Komplex besteht aus zwei Hauptbrücken, die Zhenjiang am Südufer mit Yangzhou am Nordufer des Jangtsekiangs verbinden. Die Brücke ist Teil der Schnellstraße von Peking nach Shanghai. Es wird erwartet, dass die neue Verbindung das Wirtschaftswachstum in der bisher landwirtschaftlich geprägten Region fördert.

## Konstruktion

### Südbrücke
Die Südbrücke (Nan Cha-Brücke) ist eine erdverankerte Hängebrücke mit einer Spannweite von 1.490 m. Mit der Fertigstellung im Jahre 2005 wurde sie die drittlängste Hängebrücke der Welt und die längste Chinas; 2022 war sie die siebtlängste Hängebrücke der Welt. Die Höhe der Pylone beträgt 215 m über dem Flussniveau. Sie wurden in 57 m Tiefe auf Fels gegründet. Die Drahtseile, an denen das Deck der Brücke hängt, bestehen aus jeweils 164 Strängen aus je 127 Einzeldrähten von je 5,3 mm Durchmesser. Jedes Drahtseil wiegt etwa 21.000 t. Der Hauptträger der Brücke besteht aus einem Hohlkastenträger von 3 m Konstruktionshöhe. Die Deckbreite der Brücke beträgt 39,2 m und trägt sechs Fahrspuren und einen schmalen Fußweg auf jeder Seite zu Wartungszwecken. Die lichte Höhe unterhalb der Brücke liegt bei etwa 50 m. Dies erlaubt zukünftig auch großen Schiffen, den geplanten Tiefwasserhafen in Shanghai zu erreichen.

### Nordbrücke
Die Nordbrücke ist eine Schrägseilbrücke. Diese Bauform wurde aus Kostengründen für die kürzere Spannweite des Hauptteils von nur 406 m gewählt. Zusammen mit den beiden 176 m langen Seitenteilen ergibt sich eine Gesamtlänge der Nordbrücke von 758 m. Im Gegensatz zur Südbrücke beträgt die Höhe unterhalb der Brücke nur 18 m. Die Pylone der Nordbrücke sind 150 m über dem Flussniveau hoch.

### Gesamtkomplex
Zwischen den beiden Brücken liegt die Insel Siyezhou. Die Gesamtlänge des Brückenkomplexes liegt bei etwa 35,66 km.

## Baugeschichte
Der Bau der Brücke begann im Oktober 2000 und wurde vorzeitig abgeschlossen. Die Baukosten betrugen 5,8 Milliarden Yuan (etwa 700 Millionen US$). Die Runyang-Brücke wurde am 30. April 2005 eröffnet. Leiter des Bauprojektes war Wang Jun, Chefingenieur der bauausführenden Behörde (Jiangsu Provincial Yangtze River Highway Bridge Construction Commanding Dept).